# Ржетизкарна – Дом цепей
Ржетизкарна (чеш. Řetízkárna) – Дом цепей – общепринятое название бывшей раздевалки шахтеров-заключенных трудового лагеря на шахте Ровность в Яхимове (чеш. Důl  Rovnost) - Нове месте (чеш. Jáchymov - Nové Město) в Карловых Варах (чеш. Karlovarsko). Это руины последнего здания, сохранившегося  на месте бывшей шахты и лагеря несвободного труда в рудном районе Элиашске-Удоли (чеш. Eliášské údolí), с 2018 года объект внесен в Центральный список памятников культуры Чешской республики (чеш. Ústřední seznam kulturních památek České republiky).   Рудник расположен в Яхимовском горно-культурном ландшафте (чеш. Hornická kulturní krajina Jáchymov), находящемся на территории Горнодобывающего региона Рудные горы/Эрцгебирге/Крушногорье (чеш. Hornický region Erzgebirge/Krušnohoří), включенного 6 июля 2019 года  в Список всемирного наследия ЮНЕСКО.  С 2022 года «Řetízkárna» принадлежит ассоциации Political Prisoners.cz, которая занимается восстановлением научной памятной тропы Яхимовский ад.

## Происхождение названия
Название «Дом цепей» было связано с тем, что здесь находилась раздевалка для рабочих-заключенных.  В зале, известном также как «грязная баня» или «цепная раздевалка», к потолку подвешивались цепи с крюками, на которые шахтёры по окончании смены вешали для просушки мокрую рабочую одежду.

## История
После окончания Второй мировой войны к работе на Яхимовских урановых рудниках были привлечены немецкие военнопленные. Через четыре года их заменили чехословацкие заключенные.

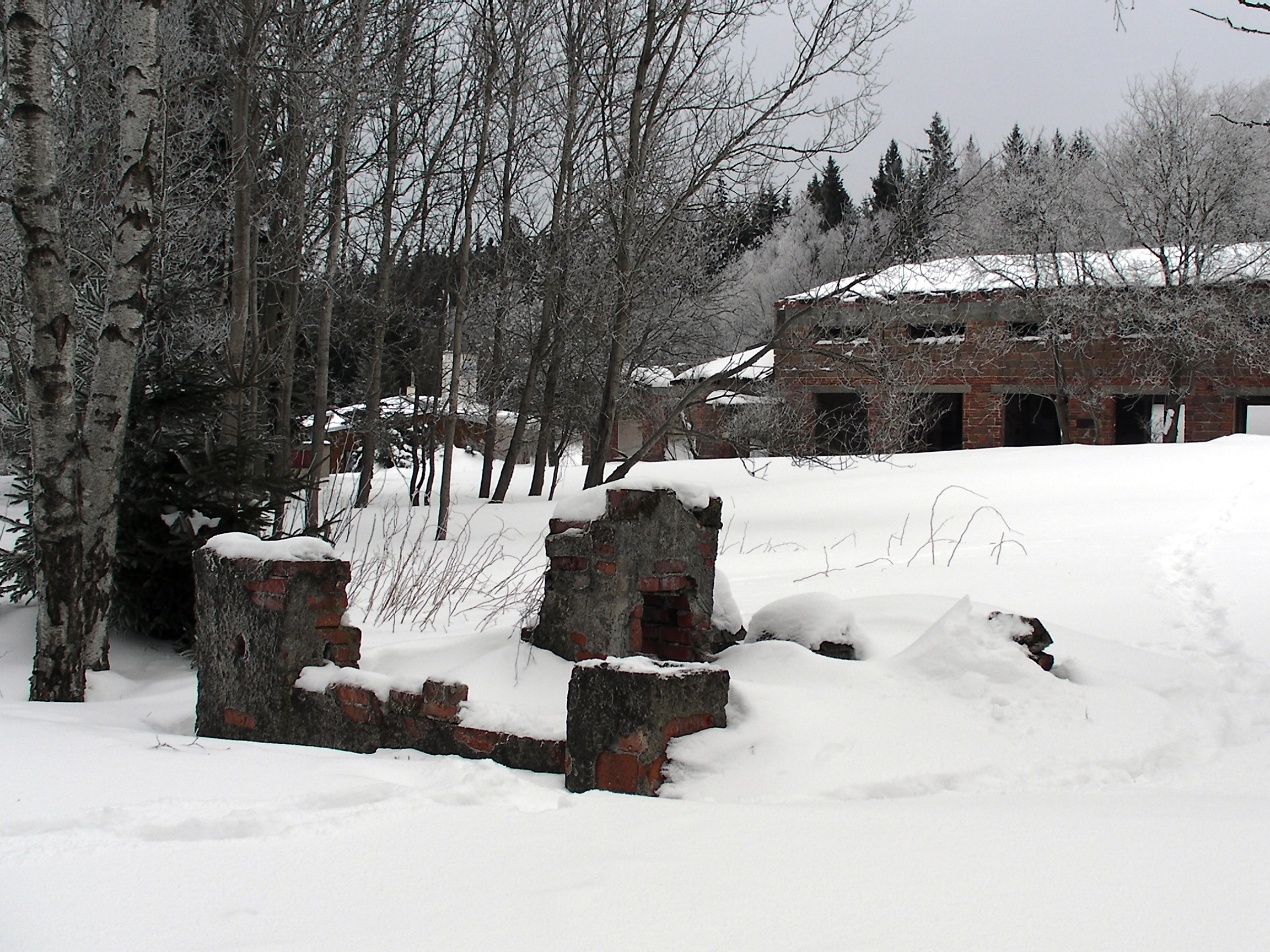
Вид из замка Палечко

Тюремный трудовой лагерь Равенство (чеш. Rovnost) был основан 19 сентября 1949 г. и входил в число крупнейших  среди восемнадцати исправительно-трудовых лагерей (далее - ИТЛ), созданных коммунистическим режимом с целью добычи урана для советской ядерной программы.  ИТЛ Равенство (чеш. Rovnost) наряду с лагерем Николай (чеш. Nikolaj) относились к лагерям с особо строгим режимом. В 1951 году в лагере Равенство содержалось более 1300 заключенных, большинство из них были политическими.

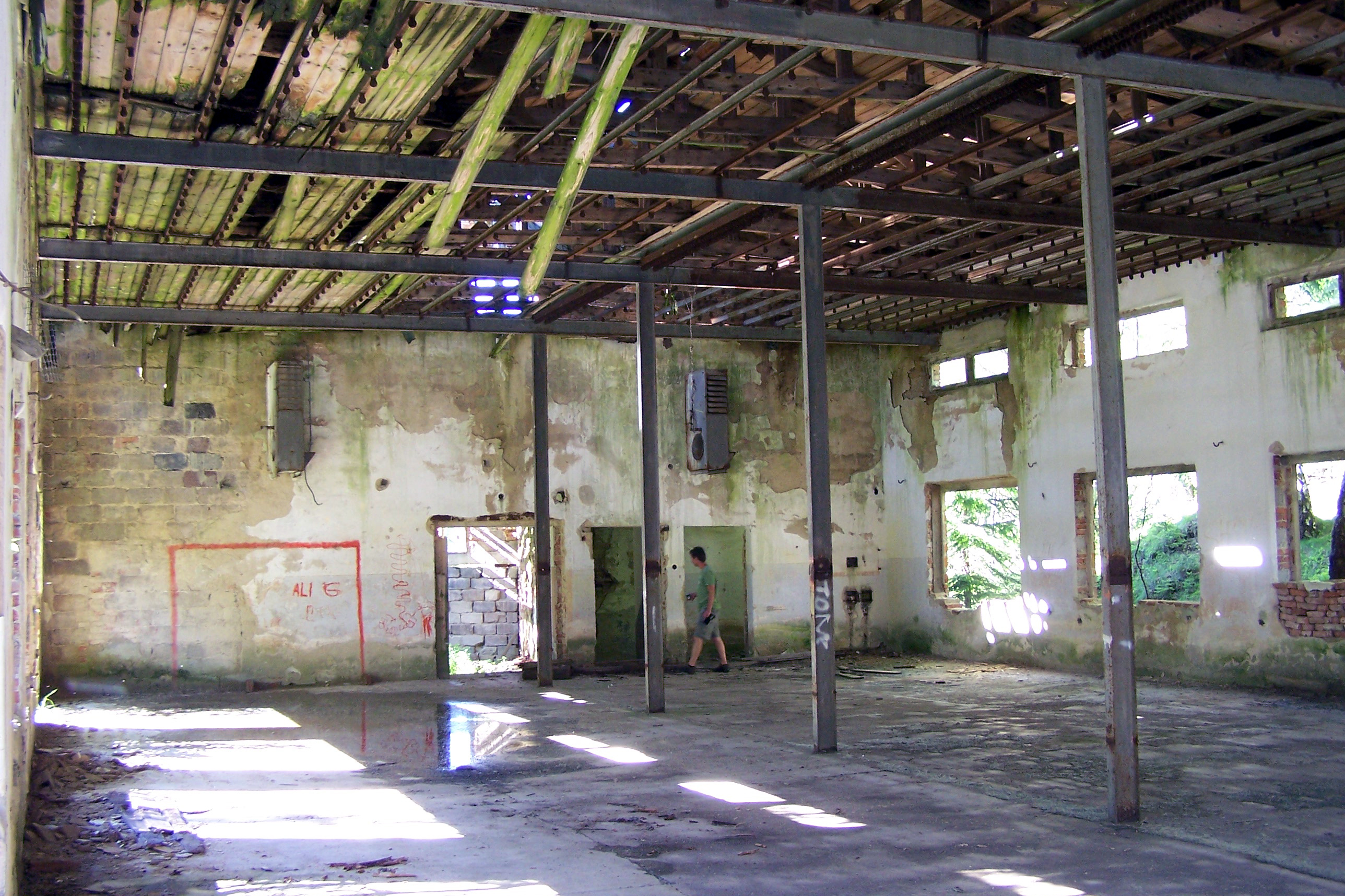
Зал Дома цепей до обрушения крыши

Основная часть ИТЛ на чехословацких урановых рудниках была расформирована в 1950-е годы. Дольше всех в Яхимовском крае функционировал именно лагерь «Равенство», который закрылся 1 июня 1961 года. Почти все объекты, расположенные в его ареале (а также в ареале самой шахты), были снесены до основания. Исключением стало здание, ранее находившееся в ведении Корпуса национальной безопасности. Впоследствии оно было переоборудовано в отель «Бергхоф» (Berghof). В историческом виде сохранился лишь «Дом цепей». Работа по его сохранению была начата обществом Political Prisoners.cz, деятельность которого сводится к документированию фактов политических репрессий времен коммунистической Чехословакии и сохранению памяти о  бывших чехословацких политзаключенных. Осенью 2022 года общество Political Prisoners.cz выкупило разрушенное здание бывшего «дома цепей» на средства, вырученные в ходе общественного сбора. Дальнейшая цель общества – превратить руины в общественный и образовательный центр. 

## Расположение
«Дом цепей» находится на расстоянии чуть менее 600 метров к северо-западу от автобусной остановки «Яхимов, Нове Место» (чеш. Jáchymov, Nové Město). От обозначенной остановки к перекрестку у отеля Бергхов ведет научная памятная тропа «Яхимовский ад»  (чеш. Naučná stezka Jáchymovské peklo), расположенная вдоль туристического маршрута с желтой маркировкой. Последние 100 метров пути к «Дому цепей» не имеют никаких обозначений. На расстоянии примерно 30 метров от бывших раздевалок, на опушке леса, находятся остатки местного архитектурного курьоза - модели готического замка высотой около 150 см. Её также называют Замком Палечка. Это связано с легендой о том, что  строителем диковинки был один из самых страшных начальников местного исправительного лагеря Франтишек Палечек (чеш. František Paleček) по прозвищу Альбин или Эрвин Дворжак.

### Внешние ссылки
- Проект «Спасение Дома цепей»
- Иржи Падевет: Кровавые годы. Садистские практики в коммунистическом лагере «Равенство». (видео)

1. ↑  Шаблон:Citace elektronické monografie
2. ↑  Шаблон:Citace elektronické monografie